# Distribución (geometría diferencial)
En geometría diferencial, dentro de las matemáticas, una distribución en una variedad {\displaystyle M} es una asignación {\displaystyle x\in M\mapsto \Delta _{x}\subseteq T_{x}M} de subespacios vectoriales a cada punto de la variedad, satisfaciendo ciertas propiedades. En las situaciones más comunes, se pide que una distribución sea un subfibrado vectorial del fibrado tangente {\displaystyle TM}.
Las distribuciones que satisfacen una condición adicional de integrabilidad dan lugar a foliaciones, es decir, particiones de la variedad en subvariedades más pequeñas. Estas nociones tienen varias aplicaciones en muchos campos de las matemáticas, por ejemplo: sistemas integrables, geometría de Poisson, geometría no-conmutativa, geometría subriemanniana, topología diferencial, etc.
Aunque comparten el mismo nombre, las distribuciones presentadas en este artículo no tienen nada que ver con las distribuciones en el sentido del análisis.

## Definición
Sea {\displaystyle M} una variedad suave; una distribución (suave) {\displaystyle \Delta } asigna a cada punto {\displaystyle x\in M} un subespacio vectorial {\displaystyle \Delta _{x}\subset T_{x}M} suavemente. Más precisamente, {\displaystyle \Delta } consiste en una colección {\displaystyle \{\Delta _{x}\subset T_{x}M\}_{x\in M}} de subespacios vectoriales con la siguiente propiedad: alrededor de cualquier {\displaystyle x\in M} existe un entorno {\displaystyle N_{x}\subset M} y una colección de campos vectoriales suaves en tal entorno, {\displaystyle X_{1},\ldots ,X_{k}\in {\mathfrak {X}}(N_{x})}, tales que, para cualquier punto {\displaystyle y\in N_{x}}, span{\displaystyle \{X_{1}(y),\ldots ,X_{k}(y)\}=\Delta _{y}.}
Tal conjunto de campos vectoriales suaves locales{\displaystyle \{X_{1},\ldots ,X_{k}\}} también se denomina base local de {\displaystyle \Delta }. Nótese que, en principio, el número {\displaystyle k} puede ser diferente para diferentes entornos. La notación {\displaystyle \Delta } se utiliza para denotar tanto la asignación {\displaystyle x\mapsto \Delta _{x}} como el subconjunto {\displaystyle \Delta =\amalg _{x\in M}\Delta _{x}\subseteq TM}.

### Distribuciones regulares
Dado un entero {\displaystyle n\leq m=\mathrm {dim} (M)}, una distribución suave {\displaystyle \Delta } en {\displaystyle M} se llama regular de rango {\displaystyle n} si todos los subespacios {\displaystyle \Delta _{x}\subset T_{x}M} tienen la misma dimensión. Localmente, esto equivale a pedir que cada base local esté dada por {\displaystyle n} campos vectoriales linealmente independientes.
De manera más compacta, una distribución regular es un subfibrado vectorial {\displaystyle \Delta \subset TM} de rango {\displaystyle n} (esta es en realidad la definición más comúnmente utilizada). Las distribuciones de rango {\displaystyle n} en ocasiones reciben el nombre de {\displaystyle n}-distribuciones planas y, cuando {\displaystyle n=m-1}, se habla de distribuciones hiperplanas.

## Clases especiales de distribuciones
A menos que se indique lo contrario, por "distribución" nos referimos en adelante a una distribución regular suave (en el sentido explicado anteriormente).

### Distribuciones involutivas
Dada una distribución {\displaystyle \Delta }, sus secciones consisten en los campos vectoriales que son tangentes a {\displaystyle \Delta \subset TM}, y forman un subespacio vectorial {\displaystyle \Gamma (\Delta )\subseteq \Gamma (TM)={\mathfrak {X}}(M)} del espacio de todos los campos vectoriales suaves en {\displaystyle M}. Una distribución {\displaystyle \Delta } se llama involutiva si {\displaystyle \Gamma (\Delta )\subseteq {\mathfrak {X}}(M)} es también una subálgebra de Lie: en otras palabras, para dos campos vectoriales cualesquiera {\displaystyle X,Y\in \Gamma (\Delta )\subseteq {\mathfrak {X}}(M)}, el corchete de Lie {\displaystyle [X,Y]} pertenece a {\displaystyle \Gamma (\Delta )\subseteq {\mathfrak {X}}(M)}.
Localmente, esta condición significa que para cada punto {\displaystyle x\in M} existe una base local {\displaystyle \{X_{1},\ldots ,X_{n}\}} de la distribución en un entorno de {\displaystyle x} tal que, para todo {\displaystyle 1\leq i,j\leq n}, el corchete de Lie {\displaystyle [X_{i},X_{j}]} está en el span de {\displaystyle \{X_{1},\ldots ,X_{n}\}}, es decir {\displaystyle [X_{i},X_{j}]} es una combinación lineal de {\displaystyle \{X_{1},\ldots ,X_{n}\}.}
Las distribuciones involutivas son un ingrediente fundamental en el estudio de los sistemas integrables. Una idea relacionada ocurre en la mecánica hamiltoniana: dos funciones {\displaystyle f} y {\displaystyle g} en una variedad simpléctica se dice que están en involución mutua si su paréntesis de Poisson se anula.

### Distribuciones integrales y foliaciones
Una (sub)variedad integral para una distribución {\displaystyle \Delta } de rango  {\displaystyle n\leq m=dim(M)} es una subvariedad {\displaystyle N\subset M} de dimensión {\displaystyle n} tal que {\displaystyle T_{x}N=\Delta _{x}} para cada {\displaystyle x\in N}. Una distribución se llama integrable si para todo punto {\displaystyle x\in M} hay una variedad integral al que este pertenezca. 
Es sencillo ver que cualquier distribución integrable es automáticamente involutiva. Lo contrario es menos trivial pero también es cierto; resultado que se conoce como teorema de Frobenius. Localmente, la integrabilidad significa que para cada punto {\displaystyle x\in M} existe una carta, {\displaystyle (U,\{\chi _{1},\ldots ,\chi _{m}\})}, tal que, para cada {\displaystyle y\in U}, el espacio {\displaystyle \Delta _{y}} está generado por los vectores coordenados {\displaystyle {\frac {\partial }{\partial \chi _{1}}}(y),\ldots ,{\frac {\partial }{\partial \chi _{n}}}(y)} y las rebanadas {\displaystyle \{y\in U:\chi _{i}(y)=0\ ,\ \forall i>n\}\subseteq U} son variedades integrales de {\displaystyle \Delta }.
Dada una foliación de {\displaystyle M}, es relativamente sencillo probar que los espacios tangentes a las hojas de la foliación dan lugar a una distribución involutiva. Recíprocamente, toda distribución involutiva determina una foliación cuyas hojas son precisamente las subvariedades integrales conexas y maximales de tal distribución. Este último enunciado se conoce como teorema de Frobenius global.

### Distribuciones débilmente regulares
Dada cualquier distribución {\displaystyle \Delta \subseteq TM}, considere su bandera de Lie asociada (téngase en cuenta que algunos autores usan una graduación decreciente negativa en su lugar):
{\displaystyle \Delta ^{(0)}\subseteq \Delta ^{(1)}\subseteq \ldots \subseteq \Delta ^{(i)}\subseteq \Delta ^{(i+1)}\subseteq \ldots } , donde {\displaystyle \Delta ^{(0)}:=\Gamma (\Delta )}, {\displaystyle \Delta ^{(1)}:=\langle [\Delta ^{(0)},\Delta ^{(0)}]\rangle _{{\mathcal {C}}^{\infty }(M)}} y {\displaystyle \Delta ^{(i+1)}:=\langle [\Delta ^{(i)},\Delta ^{(0)}]\rangle _{{\mathcal {C}}^{\infty }(M)}}.
En otras palabras, {\displaystyle \Delta ^{(i)}\subseteq {\mathfrak {X}}(M)} denota el conjunto de campos vectoriales generados por la iterada i-ésima de los corchetes de Lie de los elementos en {\displaystyle \Gamma (\Delta )}.
En estas condiciones, {\displaystyle \Delta } se dice débilmente regular (o simplemente regular según algunxs autorxs) si existe una secuencia {\displaystyle \{T^{i}M\subseteq TM\}_{i}} de subfibrados vectoriales anidados tales que {\displaystyle \Gamma (T^{i}M)=\Delta ^{(i)}} (por lo tanto {\displaystyle T^{0}M=\Delta }). Téngase en cuenta que, en tal caso, la bandera de Lie asociada se estabiliza en un punto determinado {\displaystyle m\in \mathbb {N} }, ya que los rangos de {\displaystyle T^{i}M} están acotados superiormente por {\displaystyle \mathrm {rank} (TM)=\mathrm {dim} (M)}. La cadena de enteros {\displaystyle (\mathrm {rank} (\Delta ^{(0)}),\mathrm {rank} (\Delta ^{(1)}),\ldots ,\mathrm {rank} (\Delta ^{(m)}))} se llama entonces el vector de crecimiento de {\displaystyle \Delta } .
Cualquier distribución débilmente regular tiene un fibrado vectorial graduado asociado:{\displaystyle \mathrm {gr} (TM):=T^{0}M\oplus {\Big (}\bigoplus _{i=0}^{m-1}T^{i+1}M/T^{i}M{\Big )}\oplus TM/T^{m}M.}Más aún, el corchete de Lie de los campos vectoriales da lugar, para cualquier {\displaystyle i,j=0,\ldots ,m}, a un morfismo fibrado {\displaystyle {\mathcal {C}}^{\infty }(M)}-lineal:{\displaystyle \mathrm {gr} _{i}(TM)\times \mathrm {gr} _{j}(TM)\to \mathrm {gr} _{i+j+1}(TM)}, llamado {\displaystyle (i,j)}-curvatura. En particular, la {\displaystyle (0,0)}-curvatura es idénticamente nula si y solo si la distribución es involutiva.
Pegando las curvaturas, se obtiene un morfismo {\displaystyle {\mathcal {L}}:\mathrm {gr} (TM)\times \mathrm {gr} (TM)\to \mathrm {gr} (TM)}, también llamado corchete de Levi, que hace {\displaystyle \mathrm {gr} (TM)} un fibrado de álgebras de Lie nilpotentes; por esta razón, {\displaystyle (\mathrm {gr} (TM),{\mathcal {L}})} también se conoce como la nilpotenciación de {\displaystyle \Delta }.
El fibrado {\displaystyle \mathrm {gr} (TM)\to M}, sin embargo, en general no es localmente trivial, ya que las álgebras de Lie {\displaystyle \mathrm {gr} _{i}(T_{x}M):=T_{x}^{i}M/T_{x}^{i+1}M} no son isomorfas al variar el punto {\displaystyle x\in M}. Si esto sucede, la distribución débilmente regular {\displaystyle \Delta } también se llama regular (o fuertemente regular según algunxs autorxs). Tengáse en cuenta que los nombres (fuertemente, débilmente) regulares que se usan aquí no tienen ninguna relación con la noción de regularidad discutida anteriormente (que siempre se asume), es decir, que la dimensión de los espacios {\displaystyle \Delta _{x}} sea constante.

### Distribuciones generadoras de corchetes
Una distribución {\displaystyle \Delta \subseteq TM} se denomina generadora de corchetes (o no holonómico, o se dice que satisface la condición de Hörmander) si tomar un número finito de corchetes de Lie de elementos en {\displaystyle \Gamma (\Delta )} es suficiente para generar todo el espacio de campos vectoriales en {\displaystyle M}. Con la notación presentada anteriormente, tal condición se puede escribir como {\displaystyle \Delta ^{(m)}={\mathfrak {X}}(M)} para cierto {\displaystyle m\in \mathbb {N} }; entonces se dice también que {\displaystyle \Delta } es generador de corchetes en {\displaystyle m+1} pasos, o que tiene profundidad {\displaystyle m+1}.
Claramente, la bandera de Lie asociada de una distribución generadora de corchetes se estabiliza en el punto {\displaystyle m}. Aunque ser débilmente regular y ser generadora de corchetes son dos propiedades independientes (véanse los ejemplos a continuación), cuando una distribución satisface ambas, el número entero {\displaystyle m} de las dos definiciones es, por supuesto, el mismo.
Gracias al teorema de Chow-Rashevskii, dada una distribución generadora de corchetes {\displaystyle \Delta \subseteq TM} en una variedad conexa, dos puntos cualesquiera en {\displaystyle M} pueden estar unidos por un camino tangente a la distribución.

## Ejemplos de distribuciones regulares

### Integrables
- Todo campo vectorial {\displaystyle X} en {\displaystyle M} define una distribución de rango 1 mediante {\displaystyle \Delta _{x}:=\langle X_{x}\rangle \subseteq T_{x}M}, la cual es integrable: la imagen de cualquier curva integral {\displaystyle \gamma :I\to M} es una variedad integral.
- La distribución trivial de rango k en {\displaystyle M=\mathbb {R} ^{n}}, generada por los primeros {\displaystyle k} campos vectoriales coordenados, {\displaystyle {\frac {\partial }{\partial x_{1}}},\ldots ,{\frac {\partial }{\partial x_{k}}}}, es integrable y las variedades integrales vienen dadas por las ecuaciones {\displaystyle \{x_{i}=c_{i}\}_{i=k+1,\ldots ,n}}, para cualesquiera constantes {\displaystyle c_{i}\in \mathbb {R} }.
- En general, cualquier distribución integrable/involutiva es débilmente regular (con {\displaystyle \Delta ^{(i)}=\Gamma (\Delta )} para todo {\displaystyle i}), pero nunca es generadora de corchetes.

### No integrables
- La distribución de Martinet en {\displaystyle M=\mathbb {R} ^{3}} viene dada por {\displaystyle \Delta =\ker(\omega )\subseteq TM}, donde{\displaystyle \omega =dy-z^{2}dx\in \Omega ^{1}(M)}; de manera equivalente, está generada por los campos vectoriales {\displaystyle {\frac {\partial }{\partial x}}+z^{2}{\frac {\partial }{\partial y}}} y {\displaystyle {\frac {\partial }{\partial z}}} . Es generadora de corchetes desde {\displaystyle \Delta ^{(2)}={\mathfrak {X}}(M)}, pero no es débilmente regular: {\displaystyle \Delta ^{(1)}} tiene rango 3 en todas partes excepto en la superficie {\displaystyle z=0}.
- La distribución de contacto en {\displaystyle M=\mathbb {R} ^{2n+1}} viene dada por {\displaystyle \Delta =\ker(\omega )\subseteq TM}, donde {\displaystyle \omega =dz+\sum _{i=1}^{n}x_{i}dy_{i}\in \Omega ^{1}(M)}; de manera equivalente, es generada por los campos vectoriales {\displaystyle {\frac {\partial }{\partial y_{i}}}} y {\displaystyle {\frac {\partial }{\partial x_{i}}}+y_{i}{\frac {\partial }{\partial z}}}, para{\displaystyle i=1,\ldots ,n}. Se trata de una distribución débilmente regular, con vector de crecimiento{\displaystyle (2n,2n+1)}. También es generadora de corchetes, con {\displaystyle \Delta ^{(1)}={\mathfrak {X}}(M)}. Asimismo, se pueden definir estructuras de contacto abstractas en una variedad {\displaystyle M^{2n+1}} como una distribución de hiperplanos que es máximalmente no integrable, es decir, está lo más lejos posible de ser involutiva. Un análogo del teorema de Darboux muestra que dicha estructura tiene el modelo local único descrito anteriormente.
- La distribución de Engel en {\displaystyle M=\mathbb {R} ^{4}} viene dada por {\displaystyle \Delta =\ker(\omega _{1})\cap \ker(\omega _{2})\subseteq TM}, por {\displaystyle \omega _{1}=dz-wdx\in \Omega ^{1}(M)} y {\displaystyle \omega _{2}=dy-zdx\in \Omega ^{1}(M)}; de manera equivalente, está generada por los campos vectoriales {\displaystyle {\frac {\partial }{\partial x}}+z{\frac {\partial }{\partial y}}+w{\frac {\partial }{\partial z}}} y {\displaystyle {\frac {\partial }{\partial w}}} . Es débilmente regular, con vector de crecimiento {\displaystyle (2,3,4)} y también es generadora de corchetes. Asimismo, se puede definir una estructura abstracta de Engel en una variedad {\displaystyle M^{4}} como una distribución débilmente regular de rango 2 {\displaystyle \Delta \subseteq TM} tal que {\displaystyle \Delta ^{(1)}} tiene rango 3 y {\displaystyle \Delta ^{(2)}} tiene rango 4; Engel demostró que tal estructura tiene el modelo local único descrito anteriormente.[4]
- En general, una estructura de Goursat en una variedad {\displaystyle M^{k+2}} es una distribución de rango 2 que es débilmente regular y generadora de corchetes, con un vector de crecimiento {\displaystyle (2,3,\ldots ,k+1,k+2)}. Para {\displaystyle k=1} y {\displaystyle k=2} se recuperan, respectivamente, distribuciones de contacto en variedades tridimensionales y distribuciones de Engel. Las estructuras de Goursat son localmente difeomorfas a la distribución de Cartan de los haces de jets {\displaystyle J^{k}(\mathbb {R} ,\mathbb {R} )} .

## Distribuciones singulares
Una distribución singular, distribución generalizada o distribución de Stefan-Sussmann, es una distribución suave que no es regular. Esto significa que los subespacios {\displaystyle \Delta _{x}\subset T_{x}M} puede tener diferentes dimensiones, y por lo tanto el subconjunto {\displaystyle \Delta \subset TM} ya no es un subfibrado suave.
En particular, el número de elementos de una base local que genere {\displaystyle \Delta _{x}} cambiará con {\displaystyle x}, y esos campos vectoriales ya no serán linealmente independientes en todas partes. No es difícil ver que la dimensión de {\displaystyle \Delta _{x}} es semicontinua inferior, de modo que en esos puntos especiales la dimensión es menor que en puntos cercanos.

### Integrabilidad y foliaciones singulares
Las definiciones de variedades integrales y de integrabilidad dadas anteriormente se aplican también al caso singular (eliminando el requisito de la dimensión fija). Sin embargo, el teorema de Frobenius no se cumple en este contexto y, en general, la involutividad no es suficiente para la integrabilidad (existen contraejemplos en dimensiones bajas).
Después de varios resultados parciales, el problema de integrabilidad para distribuciones singulares se resolvió por completo mediante un teorema probado de forma independiente por Stefan y Sussmann. Este establece que una distribución singular {\displaystyle \Delta } es integrable si y solo si se cumplen las siguientes dos propiedades:
- {\displaystyle \Delta } es generado por una familia {\displaystyle F\subseteq {\mathfrak {X}}(M)} de campos vectoriales;
- {\displaystyle \Delta } es invariante con respecto a todo {\displaystyle X\in F}, es decir {\displaystyle (\phi _{X}^{t})_{*}(\Delta _{y})\subseteq \Delta _{\phi _{X}^{t}(y)}}, donde {\displaystyle \phi _{X}^{t}} es el flujo de {\displaystyle X}, {\displaystyle t\in \mathbb {R} } e {\displaystyle y\in \mathrm {dom} (X)}.

De manera similar al caso regular, una distribución singular integrable define una foliación singular, que intuitivamente consiste en una partición de {\displaystyle M} en subvariedades (las variedades integrales maximales de {\displaystyle \Delta }) de diferentes dimensiones.
La definición de foliación singular se puede precisar de varias formas equivalentes. En realidad, en la literatura hay una plétora de variaciones, reformulaciones y generalizaciones del teorema de Stefan-Sussman, utilizando diferentes nociones de foliaciones singulares según las aplicaciones que se tengan en mente, e.g. Geometría de Poisson o geometría no conmutativa.

### Ejemplos
- Dada una acción de grupo de Lie de un grupo de Lie sobre una variedad {\displaystyle M}, sus generadores infinitesimales abarcan una distribución singular que es siempre integrable; las hojas de la foliación singular asociada son precisamente las órbitas de la acción de grupo. La distribución/foliación es regular si y sólo si la acción es libre.
- Dada una variedad de Poisson {\displaystyle (M,\pi )}, la imagen de {\displaystyle \pi ^{\sharp }=\iota _{\pi }:T^{*}M\to TM} es una distribución singular que es siempre integrable; las hojas de la foliación singular asociadas son precisamente las hojas simplécticas de {\displaystyle (M,\pi )}. La distribución/foliación es regular si y solo si la variedad de Poisson es regular.
- De manera más general, la imagen del mapa de ancla {\displaystyle \rho :A\to TM} de cualquier algebroide de Lie {\displaystyle A\to M} define una distribución singular que es automáticamente integrable, y las hojas de la foliación singular asociada son precisamente las hojas del algebroide de Lie. La distribución/foliación es regular si y sólo si {\displaystyle \rho } tiene rango constante, es decir, el algebroide de Lie es regular. Considerando, respectivamente, la acción Lie algebroide {\displaystyle M\times {\mathfrak {g}}} y el algebroide de Lie cotangente {\displaystyle T^{*}M}, se recuperan los dos ejemplos anteriores.
- En los sistemas dinámicos, una distribución singular surge del conjunto de campos vectoriales que conmutan con uno dado.
- También hay ejemplos y aplicaciones en teoría de control, donde la distribución generalizada representa restricciones infinitesimales del sistema.

## Libros, apuntes y enlaces externos
- William M. Boothby. Sección IV.8 en Introduction to Differentiable Manifolds and Riemannian Geometry, Academic Press, San Diego, California, 2003.
- John M. Lee, Capítulo 19 en Introduction to Smooth Manifolds, Graduate Texts in Mathematics, Springer-Verlag, 2003.
- Richard Montgomery, Capítulos 2, 4 y 6 en A tour of subriemannian geometries, their geodesics and applications. Mathematical Surveys and Monographs 91. Amer. Math. Soc., Providence, RI, 2002.
- Álvaro del Pino, Topological aspects in the study of tangent distributions. Textos de Matemática. Série B, 48 . Universidade de Coimbra, 2019.
- "Involutive distributions", Encyclopedia of Mathematics, EMS Press, 2001 [1994].

Este artículo incluye material de Distribution en PlanetMath, permitido bajo la licencia Creative Commons Attribution/Share-Alike Licence.
- Datos: Q564835